# Raymond Cowels
Raymond Cowels III (Chicago, Illinois, 18 de noviembre de 1990) es un baloncestista estadounidense, que pertenece a la plantilla del Falco KC Szombathely de la Nemzeti Bajnokság I/A húngara. Con 1,98 metros de estatura, juega en la posición de Alero.

## Trayectoria deportiva
Jugó durante temporadas con los Santa Clara Broncos y tras no ser elegido en el Draft de la NBA de 2013, saltó al profesionalismo en Europa, en concreto, en las filas del Bright Kings Den Helder. Más tarde, jugaría en Canadá y en Nueva Zelanda.
Disputó las ligas de verano con Memphis Grizzlies, las temporadas 2015-16 y 2017-18.
En verano de 2016, jugaría en las filas del Helsinki Seagulls finlandés.
En julio de 2017 fichó por el Hyères-Toulon Var Basket de la Pro A francesa.
El 22 de junio de 2021, firma por el Legia Varsovia de la Polska Liga Koszykówki, tras dos temporadas en el Spójnia Stargard del mismo país.
En la temporada 2022-23, firma por el Falco KC Szombathely de la Nemzeti Bajnokság I/A húngara.